# Гігантська устриця далекосхідна
Гігантська устриця  (Magallana, англ. Pacific oyster) — вид двостулкових молюсків, що належить ряду Устриці (Ostreoida) родини Устрицеві (Ostreidae). Мешкає у Тихому океані біля берегів Східної Азії. Інтродукований у Північній Америці, Австралії й Європі, в тому числі у Чорному морі.

## Опис
Гігантська устриця далекосхідна дуже мінлива за формою — від довгої до округлої.
Завдяки своєму великому промисловому значенню й необхідності штучного розведення будова й біологія устриці добре вивчені в Японії, США й інших країнах, особливо ранні стадії її розвитку. Штучно запліднені яйця устриць добре розвиваються й вирощуються в спеціальних басейнах («танках»); для їхнього живлення служить дрібна водорість зоохлорелла, яка також штучно культивується.

## Спосіб життя
Гігантські устриці далекосхідні звичайно живуть на твердих ґрунтах — каменях, скелях або на змішаних піщано-кам'янистих ґрунтах, на невеликій глибині, від 1 до 50—70 м. Розрізняють устричні банки й берегові поселення (устричники), які у Японському морі, наприклад, можуть простягатися на 300—400 м від берега. Устричні банки перебувають на окремих мілководдях, у деякому видаленні від берега.
Устриці дуже чутливі до температури води, особливо під час їхнього розмноження, що відбувається при температурі близько 18—20° С.
Гігантські устриці далекосхідні можуть виносити деяке опріснення. Мінімальна солоність, при якій вони можуть існувати, не нижче 12/00° (1, 2 %).
Солоність води відбивається на росту устриць й їхніх смакових якостях. Найбільш жирні і смачні устриці збирають при солоності між 20 й 30/00° (2—3 %), там, де спостерігається невелике опріснення річковими водами. При високій морській солоності (до 3, 5 %) вони ростуть добре, але м'ясо їх стає твердим і неприємним на смак; при ще більшій солоності (близько 3, 7 %) ріст устриць сповільнюється.
Маючи відкриту мантію й зябра, ці устриці дуже чутливі до чистоти води й до достатньої кількості в ній кисню для дихання. Тому часто спостерігається загибель цілих устричних банок при заметі їх мулом і піском після штормів; мул засмічує зябра устриць й унеможливлює фільтрацію ними води, необхідної для живлення й подиху.
На банках устриці іноді живуть дуже щільно, тоді їхньої раковини лежать вертикально, черевним краєм нагору; часто устриці лежать один на одному, у кілька ярусів. Місцями кількість їх у середньому становить близько 20-50 штук на 1 м2 площі дна. Крім того, вони можуть жити й одиночними екземплярами.

## Розмноження
Crassostrea gigas — двостатева. Запліднення зовнішнє. Число яєць, що відкладають устриці, дуже велике — від 300 тис. до 6 млн. Личинка-вітрильник (veliger), розміром близько 0, 2 мм, має вже маленьку двостулкову раковину. Осідаючи, личинка вибирає для себе ґрунт, до якого прикріплюється спочатку за допомогою бісусу, а потім уже всією раковиною.